# All I've Got to Do
«All I've Got to Do» es una canción de la banda británica The Beatles compuesta por John Lennon, aunque en los créditos se atribuye la autoría al tándem Lennon-McCartney. Se grabó el 11 de septiembre de 1963 en los Estudios EMI de Londres y fue editada en el álbum With the Beatles el 22 de noviembre del mismo año.

## En directo
La canción nunca fue interpretada en directo por el grupo, siendo una de las pocas canciones anteriores a 1965 que no tocaron en vivo.

## Personal
El personal utilizado en la grabación de la canción fue el siguiente:
The Beatles
- John Lennon – voz, guitarra rítmica (Gibson J-160e).
- Paul McCartney – acompañamiento vocal, bajo (Höfner 500/1 61´).
- George Harrison – acompañamiento vocal, guitarra líder (Gretsch Country Gentleman).
- Ringo Starr – batería (Ludwig Downbeat Oyster Black Pearl).

Equipo de producción
- George Martin – producción
- Norman Smith – ingeniería de sonido

## Versiones
- En 2007 The Smithereens versionaron «All I've Got to Do» —y todas las demás canciones de Meet The Beatles!— en su álbum tributo Meet The Smithereens!.
- Toxic Audio la versionó en Come Together: An A Cappella Tribute to The Beatles.
- Moon Martin la grabó en Shots from a Cold Nightmare (1979) con Phil Seymour en la batería y la armonía.